# 노동의 종말
노동의 종말 ( The End of Work ) 은 제러미 리프킨이 쓴 1995년에 쓴 책으로 세계적으로 노동력이 감소하며 시장에 또 다른 물결이 생길 것이라고 예측한 내용을 담고 있다. 

## 내용
리프킨은 세계적으로 실업이 정보 기술의 발달로 증가하여 제조, 농업, 서비스 분야에서 수 천만개의 직업이 사라질 것으로 예측하였다.  그는 자동화의 영향으로 블루 칼라와 소매업, 도매업 종사자들을 사라지게 만들것이라고 경고하였다.  반면, 소규모의 기업 고급 관리자들과 지식에 기반한 노동자들은 고급 기술 세계 경제로 인한 혜택을 받게 될 것으로 보았다.  따라서, 미국 중산층은 지속적으로 줄어들어, 작업 현장은 더욱 곤란을 겪게 될 것으로 예측하였다.   또한, 제 3의 부문에서 새로운 일거리를 창출 하는 데, 그것은 정부의 도움으로 낙후된 이웃을 재건하고 사회 봉사를 제공함으로 가능하다고 진단했다.  

## 비판
1970년대 부터 1990년대 까지 컴퓨터의 도입은 오히려 고용을 증가를 가져왔다.  정보 기술의 도입은 새로운 영역을 개척하여 수많은 직업을 창출해 내었으며, 창조적 파괴를 통해 새로운 산업은 계속 만들어지고 있다. 

## 같이 보기
- 자동화
- 기술적 실업
- 보편적 기본소득